# HD 47886
HD 47886，又名BD+11 1273，SAO 95997、HR 2458，是一颗恒星，视星等为6.11，位于銀經201.98，銀緯2.77，其B1900.0坐标为赤經6h 35m 44.1s，赤緯+11° 2.77′ 46″。